# Institut für Arbeitsschutz der Deutschen Gesetzlichen Unfallversicherung
Az IFA, vagyis teljes nevén az Institut für Arbeitsschutz der Deutschen Gesetzlichen Unfallversicherung (angolul: Institute for Occupational Safety and Health of the German Social Accident Insurance) egy német intézet Sankt Augustinban, Bonn közelében. Magyar fordításban a neve: Német Munkahelyi Biztonsági és Egészségvédelmi Intézet.

## Főbb tevékenységei
- kutatás, fejlesztés és vizsgálat
- termékek és anyagminták bevizsgálása
- munkaállomások felmérése és tanácsadás
- szabályozások és szabványosítások előkészítése
- szakértői anyagok és tudásanyag biztosítása

Ezeken felül az intézet foglalkozik még gyártók és vállalatok termékeivel kapcsolatos vizsgálatokkal és minőségirányítási rendszereikhez tartozó tanúsítványok kibocsátásával.

## Kutatási területei
- kémiai/biológiai anyagok (porok, gázok, gőzök)[2]
  - fémek vizsgálta
  - porok és rostok
  - veszélyes anyagok emissziója
  - szerves szennyező anyagok (gázkromatográfia)
- fizikai hatások
  - zajmérés
  - sugárzás
  - meleg/hideg felületek
  - személyes védelmi felszerelések
  - hallásvédelem
  - vibráció
- ergonómia
- járványtan
- balesetvédelem/termékbiztonság
  - védőeszközök és rendszerek
  - gépek és berendezések biztonsága
  - szállítás és közlekedés
  - magasépítés
  - új technológiák
- multidiszciplináris feladatok
  - sajtókapcsolat
  - képzés és továbbképzés
  - kockázatelemzés
  - információtechnológia
  - információmenedzsment